# U–1230
Az U–1230 tengeralattjárót a német haditengerészet rendelte a hamburgi Deutsche Werft AG-től 1941. október 14-én. A hajót 1944. január 26-án vették hadrendbe. Egy járőrutat tett, amelyen egy hajót süllyesztett el.

## Pályafutása
Az U–1230 első és egyetlen harci küldetésére Hans Hilbig kapitány irányításával 1944. október 8-án futott ki Hortenből. Az Atlanti-óceán északi részén kelt át, majd november 29-én – az Elster hadművelet (németül Unternehmen Elster, magyarul Szarka hadművelet) – két német ügynököt rakott partra az amerikai Hancock Pointnál. Ezután az Amerikai Egyesült Államok partjainál, Connecticuttól északra vadászott.
December 3-án Maine állam partjainak közelében megtorpedózta a kanadai Cornwallis nevű gőzöst, amely Barbadosról tartott St. Johnba, fedélzetén cukorral és melasszal. A Cornwallis 1942. szeptember 11-én kapott már torpedótalálatot Bridgetownban az U–514-től, de akkor még ki lehetett emelni a sekély vízből. Az U–1230 torpedója azonban végzetes volt, a fedélzeten tartózkodó 48 emberből 43 meghalt.
Őrjárata befejeztével a tengeralattjáró visszatért Norvégiába, majd onnan 1945. február 20-án Flensburgba hajózott. 1945. május 5-én a németországi Heligolandnál adta meg magát. 1945. július 24-én Wilhelmshavenből indult a skóciai Loch Ryanbe, ahol a szövetségesek a megsemmisítésre kijelölt búvárhajókat gyűjtötték. Az U– össze 1230-at a HMS Cubitt brit fregatt süllyesztette el a Deadlight hadműveletben.

## Kapitány
| Név         | Kezdőnap         | Zárónap        |
| ----------- | ---------------- | -------------- |
| Hans Hilbig | 1944. január 26. | 1945. május 5. |

## Őrjárat
| Indulás | Indulónap        | Érkezés      | Zárónap           |
| ------- | ---------------- | ------------ | ----------------- |
| Horten  | 1944. október 8. | Kristiansand | 1945. február 13. |

## Elsüllyesztett hajó
| Dátum             | Hajó neve  | Nemzetisége | Brt  | Konvoj |
| ----------------- | ---------- | ----------- | ---- | ------ |
| 1944. december 3. | Cornwallis | Kanada      | 5458 |        |